# هامگ
هامگ (انگلیسی: Hameg) شرکت الکترونیک آلمانی است، که در سال ۱۹۵۷ تأسیس شد.